# Saint-Léger-sous-Cholet
Saint-Léger-sous-Cholet és un municipi francès situat al departament de Maine i Loira i a la regió de País del Loira. L'any 2007 tenia 2.438 habitants.

## Demografia

### Població
El 2007 la població de fet de Saint-Léger-sous-Cholet era de 2.438 persones. Hi havia 911 famílies de les quals 150 eren unipersonals (59 homes vivint sols i 91 dones vivint soles), 327 parelles sense fills, 381 parelles amb fills i 53 famílies monoparentals amb fills.
La població ha evolucionat segons el següent gràfic:
Habitants censats

### Habitatges
El 2007 hi havia 936 habitatges, 913 eren l'habitatge principal de la família, 7 eren segones residències i 16 estaven desocupats. 907 eren cases i 30 eren apartaments. Dels 913 habitatges principals, 747 estaven ocupats pels seus propietaris, 160 estaven llogats i ocupats pels llogaters i 6 estaven cedits a títol gratuït; 1 tenia una cambra, 26 en tenien dues, 72 en tenien tres, 237 en tenien quatre i 577 en tenien cinc o més. 831 habitatges disposaven pel capbaix d'una plaça de pàrquing. A 334 habitatges hi havia un automòbil i a 544 n'hi havia dos o més.

### Piràmide de població
La piràmide de població per edats i sexe el 2009 era:
| Homes | Edats   | Dones |
| ----- | ------- | ----- |
| 0     | 95 o +  | 1     |
| 4     | 90 a 94 | 3     |
| 1     | 85 a 89 | 6     |
| 5     | 80 a 84 | 3     |
| 11    | 75 a 79 | 14    |
| 20    | 70 a 74 | 18    |
| 36    | 65 a 69 | 30    |
| 71    | 60 a 64 | 68    |
| 48    | 55 a 59 | 59    |
| 105   | 50 a 54 | 101   |
| 136   | 45 a 49 | 134   |
| 100   | 40 a 44 | 96    |
| 124   | 35 a 39 | 112   |
| 83    | 30 a 34 | 97    |
| 89    | 25 a 29 | 57    |
| 72    | 20 a 24 | 42    |
| 111   | 15 a 19 | 166   |
| 118   | 10 a 14 | 123   |
| 102   | 5 a 9   | 80    |
| 57    | 0 a 4   | 69    |

## Economia
El 2007 la població en edat de treballar era de 1.710 persones, 1.268 eren actives i 442 eren inactives. De les 1.268 persones actives 1.200 estaven ocupades (638 homes i 562 dones) i 68 estaven aturades (18 homes i 50 dones). De les 442 persones inactives 187 estaven jubilades, 161 estaven estudiant i 94 estaven classificades com a «altres inactius».

### Ingressos
El 2009 a Saint-Léger-sous-Cholet hi havia 911 unitats fiscals que integraven 2.498,5 persones, la mediana anual d'ingressos fiscals per persona era de 19.235 €.

### Activitats econòmiques
Dels 96 establiments que hi havia el 2007, 1 era d'una empresa alimentària, 2 d'empreses de fabricació d'elements pel transport, 14 d'empreses de fabricació d'altres productes industrials, 8 d'empreses de construcció, 20 d'empreses de comerç i reparació d'automòbils, 6 d'empreses de transport, 3 d'empreses d'hostatgeria i restauració, 6 d'empreses financeres, 5 d'empreses immobiliàries, 10 d'empreses de serveis, 12 d'entitats de l'administració pública i 9 d'empreses classificades com a «altres activitats de serveis».
Dels 20 establiments de servei als particulars que hi havia el 2009, 1 era una oficina de correu, 1 una oficina bancària, 4 tallers de reparació d'automòbils i de material agrícola, 2 autoescoles, 1 paleta, 1 guixaire pintor, 2 fusteries, 2 electricistes, 4 perruqueries, 1 agència immobiliària i 1 saló de bellesa.
Dels 4 establiments comercials que hi havia el 2009, 1 era una botiga de més de 120 m², 1 una fleca, 1 un drogueria i 1 una floristeria.
L'any 2000 a Saint-Léger-sous-Cholet hi havia 14 explotacions agrícoles.

## Equipaments sanitaris i escolars
L'únic equipament sanitari que hi havia el 2009 era una farmàcia.
El 2009 hi havia 1 escola maternal i 2 escoles elementals.

## Poblacions més properes
El següent diagrama mostra les poblacions més properes.